# Сьюзен Грем
Сьюзен Грем (нар. 23 липня 1960, Розвелл, США) — американська оперна співачка (мецо-сопрано).

## Біографія
Народилася 23 липня 1960 року у Розвеллі. Закінчила Мангеттенську школу музики.